# Predica di san Giovanni Battista (Diogo de Contreiras)
La Predica di san Giovanni Battista è un dipinto del pittore portoghese Diogo de Contreiras realizzato circa nel 1554 e conservato nel Museo nazionale d'arte antica a Lisbona in Portogallo.

## Storia
Luís Reis Santos considerò questo dipinto appartenente a Gregório Lopes, proponendo una datazione tra il 1530 e il 1540, ma recentemente l'opera fu attribuita a Diogo Contreiras, un pittore con attività documentata tra il 1521 e il 1560. 
Il pittore Diogo Contreiras realizzò tra il 1552 e il 1554 il dipinto Predica di san Giovanni Battista, per decorare il Convento de São Bento de Cástris a Évora, avendo ricevuto per l'opera 30.000 reais, per tre anni, in grano e denaro.
È un dipinto creato per una pala d'altare nel convento delle monache cistercensi di Évora. Secondo Vítor Serrão, stiamo davanti a una delle prime opere del manierismo nell'arte portoghese.

## Descrizione
Il dipinto raffigura San Giovanni Battista che predica in campagna a un gruppo di persone, con almeno altri tre gruppi di persone disposte in altre parti del dipinto.
San Giovanni Battista occupa il centro del dipinto. Incorniciato da un'enorme roccia che dà l'idea di una grotta (dolmen?). Predica a un gruppo di seguaci seduti, con donne a sinistra con bambini e uomini a destra. Mentre alcune donne ascoltano il sermone, altre si divertono con i loro figli e anche gli uomini mantengono atteggiamenti vari, vedendo gruppi di persone sullo sfondo.
San Giovanni Battista emerge dall'ellisse formata dal gruppo che lo ascolta ai suoi piedi, elevando il suo corpo verticale formato dalle gambe dell'uomo e della donna in primo piano. Si appoggia sul ginocchio coperto di tunica su un libro su cui poggia un braccio e l'agnello alato che simboleggia Cristo. Le figure sono state trattate con volumetria, formando le pieghe delle vesti in forme ellittiche e circolari rivelando l'importanza data dall'autore al dipinto.
Il Battista con i rispettivi attributi, l'agnello e il libro, predica a un gruppo di persone sedute sul pavimento. Sullo sfondo, sul lato sinistro, è possibile vedere una folla sul fiume Giordano e, sul lato opposto, un gruppo di sacerdoti ebrei. La linea ondulata del dipinto e la tavolozza dei colori mostrano già l'influenza del manierismo italiano, allontanando il lavoro dagli schemi rinascimentali.